# Kaltenkirchen
Kaltenkirchen è una città di 23 191 abitanti dello Schleswig-Holstein, in Germania.

Appartiene al circondario (Kreis) di Segeberg (targa SE).

## Amministrazione

### Gemellaggi
- Aabenraa